# Ɔ̃̀
Ɔ̃̀ (minuscule : ɔ̃̀), appelé O ouvert tilde accent grave, est une lettre latine utilisée dans l’orthographe standardisée des langues du Congo-Kinshasa dont le ngbaka minangende ou dans l’écriture du bassa (langue krou), du bwamu et du lyélé au Burkina Faso.
Elle est formée de la lettre O ouvert avec un tilde suscrit et un accent grave.

## Utilisation
En ngbaka minangende, le ‹ ɔ̃̀ › est utilisé dans les ouvrages linguistiques pour représenter la voyelle /ɔ/ nasalisée avec un ton bas ; la nasalisation est indiquée à l’aide du tilde, et le ton est indiqué à l’aide de l’accent grave. Dans l’orthographe, le ton est habituellement indiqué uniquement lorsqu’il y a ambigüité.

## Représentations informatiques
Le O ouvert tilde accent grave peut être représenté avec les caractères Unicode suivants : 
- décomposé (supplément latin-1, alphabet phonétique international, diacritiques) :

| formes    | représentations | chaînes de caractères | points de code       | descriptions                                                                |
| --------- | --------------- | --------------------- | -------------------- | --------------------------------------------------------------------------- |
| capitale  | Ɔ̃̀               | Ɔ◌̃◌̀                   | U+0186 U+0303 U+0300 | lettre majuscule latine o ouvert diacritique tilde diacritique accent grave |
| minuscule | ɔ̃̀               | ɔ◌̃◌̀                   | U+0254 U+0303 U+0300 | lettre minuscule latine o ouvert diacritique tilde diacritique accent grave |